# 罗德·塞林

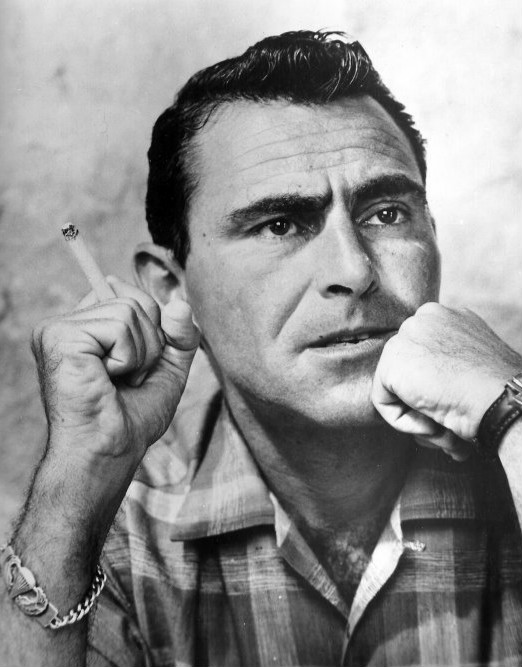
罗德·塞林

罗德·塞林（1924年12月25日-1975年6月28日）是一位美国编剧兼电视節目制片人，他的作品有陰陽魔界。他生于锡拉丘兹的一个犹太人家庭。越南战争期间他是反战活动家。1968年美國总统選舉他支持反戰的美国参议员尤金·麦卡锡。